# Ohaozara
Ohaozara es una localidad del estado de Ebonyi, en Nigeria, con una población estimada en marzo de 2016 de 196 200 habitantes.
Se encuentra ubicada al sureste del país, cerca del delta del Níger y de la frontera con Camerún.